# Stephen Maguire
Stephen Maguire (Glasgow, 13 de março de 1981) é um jogador profissional de snooker escocês.

## Títulos

### Ranking
- Campeonato britânico de snooker - 2004
- European Open - 2004
- Northern Ireland Trophy, 2007
- China Open, 2008
- Welsh Open, 2013

### Outros torneios
- Lisbon Open 2014
- FFB Snooker Open, 2012
- Players Tour Championship – Event 1